# Колтовская, Наталья Алексеевна
Ната́лья Алексе́евна Колтовска́я, урождённая Турчанинова (сентябрь 1773 или 1773, Сысертский Завод, Екатеринбургский уезд — 15 [27] января 1834 или 1834, Царское Село, Санкт-Петербургская губерния) — российская потомственная дворянка, дочь и наследница А. Ф. Турчанинова, совладелица Сысертских заводов.

## Биография
Родилась в 1773 году в Сысерти в семье А. Ф. Турчанинова и Ф. С. Сушиной. В 1783 году за защиту уральских заводов от пугачёвцев Турчанинов и его потомки были возведены Екатериной II в дворянство. В 1778 году после смерти отца Наталья Алексеевна стала владелицей 1/14 части наследства. Со временем среди наследников Турчанинова сложились две враждующие группы, одна из которых поддерживала Филанцету Степановну, другая — Наталью Алексеевну.
В июне 1789 года в возрасте 15 лет Наталья Турчанинова была выдана замуж за обер-бергмейстера Николая Тимофеевича Колтовского (ум. 06.05.1819), происходившего из мелкопоместных смоленских дворян. Колтовской с 1786 года служил прокурором в Екатеринбурге и жил по соседству с Турчаниновыми, что делало его осведомлённым об обширном наследстве избранницы. После свадьбы он стал официальным опекуном своей несовершеннолетней супруги. Колтовской продолжал управлять капиталом жены по доверенности до 1794 года (в том числе и после достижения ей 21 года), наделав долгов на сумму около 400 тыс. рублей. Колтовские недолго жили в Екатеринбурге и в 1790 году переехали в Москву, где купили дом у А. И. Демидова у Красных ворот. Там же у них родился сын Александр и две дочери Елизавета (04.09.1792) и Варвара. Брак их не был удачным, мужа своего Наталья Алексеевна не любила.
В начале 1796 года она бежала от него с молодым офицером Д. П. Татищевым (1767—1845) в Петербург. В своей жалобе на дочь Филанцета Степановна писала Екатерине II: «Забыв страх божий, любовь к детям, к мужу, и не уважая преклонность лет матери, уехала с камер-юнкером Татищевым, которой в самом близком родстве с её мужем, а моим зятем, оставя четверых детей и дом, покрыв целое семейство вечным пятном». Все попытки вернуть Наталью Алексеевну на перевоспитание в Москву были тщетны. В течение многих лет она добивалась развода с мужем и опеки над старшими детьми. Татищев же явно к этому не был готов. Свою связь с замужней женщиной он называл «опрометчивым поступком» и писал о Наталье:

Женщина сия, ум и сердце которой устроены иначе, нежели у других женщин, не устояв однажды перед своей слабостью, не желала более подняться из своего падения: имея за правило не делить себя с двумя мужчинами, она заставила себя смотреть на мужа, как на существо совершенно чужое ей, и потребовала от меня, поскольку это я принудил её не быть более добродетельной, дабы я возвратил её к добродетели, соединившись с ней. Она сообщила мне, что супруг её поставлен в известность о её связи со мной и что она не ручается за жизнь свою, что я окажусь посему убийцею её, ежели не позволю ей последовать за мною в Петербург. Что оставалось делать мне… Я решился принести в жертву самого себя.
Первый ребёнок Натальи Алексеевны и Татищева умер в младенчестве. 6 октября 1798 года у них родился сын Павел, в 1802 году родился второй сын Владимир. Поскольку внебрачные дети в то время получали вымышленную фамилию, была выбрана фамилия предков Татищевых — дворян Соломирских. Живя в Петербурге, Наталья Алексеевна была озабочена своим материальным положением. В 1796 году она падала жалобу в Сенат на незаконные притеснения со стороны мужа, пытавшегося её разорить. Одну из жалоб она адресовала Павлу I в письме от 26 августа 1798 года, сопроводив его копиями векселей и закладных. Последовавшие за этим предписания Сената не смогли подействовать на Колтовского.
В 1799 году Колтовская лично встретилась с Павлом I, произведя на него сильное впечатление. Согласно воспоминаниям Г. Р. Державина, «император в неё влюбился и хотел, по его праву, круто благосостояние её исправить». Император назначил опекуном Колтовской самого Державина, которому было поручено разобраться в совместных претензиях Колтовской и её законного мужа на общее имущество. Будучи во власти её красоты, Державин привлёк к расследованию нескольких сенаторов. В итоге право на наследное имение Колтовской было закреплено за ней и её законными детьми. Известно, что Наталья Алексеевна часто бывала в доме поэта на Фонтанке и в его имение Званке. «Нежное обращение хозяина, — замечал В. И. Панаев, — с тогдашней красавицей г-жею Колотовскою, женщиной лет тридцати пяти, бойкой, умной. Державин почти не отходил от неё и казался бодрее обыкновенного». Влюблённый поэт посвятив ей цикл стихов.
К началу XIX века Ф. С. Турчанинова после выкупа долей у сыновей сосредоточила в своих руках 4⅓ частей имения, что давало ей полный контроль над Сысертскими заводами. Наталья Алексеевна обвиняла мать в безграмотном управлении, приведшем, в частности, по её словам, к затоплению Гумёшевского рудника, и отказе от выплаты прибыли другим владельцам. Жалобы были направлены в Берг-коллегию, от которой 14 марта 1799 года было получено предписание всем наследникам рассчитаться друг с другом в течение полугода. Правительственная комиссия закончила работу только в 1808 году, указав Колтовской на её собственные долги перед заводами. Управление заводами осталось за Филанцетой Степановной. В 1811 году новые жалобы с обеих сторон спровоцировали очередное разбирательство, но Сенат вновь встал на сторону матери и закрепил за ней управление имением.
В 1812 году Колтовская выступила автором проекта памятника в честь событий Отечественной войны. Критики отмечали полное отсутствие пропорциональности в композиции, относя это на неопытность автора.
К 1814 году Наталья Алексеевна путём выкупа у сестёр стала владелицей равной с матерью доли имения в 4⅓ паёв и потребовала от Сената нового разбирательства. В результате 16 ноября 1816 года был подписан указ Сената, по которому все поверенные Ф. С. Турчаниновой отдавались под суд, а Наталья Алексеевна с сестрой Надежой Ивелич должны были быть допущены к управлению заводами. Это спровоцировало взаимные обвинения со стороны матери в несостоятельности и краже заводских денег. После смерти Ф. С. Турчаниновойв феврале 1822 года Колтовская ничего не получила от неё в наследство.
Наталья Алексеевна вновь обратилась с жалобами в правительство, называя завещание матери фальшивым. Это вызвало новые длительные разбирательства на уровне Государственного совета и Комитета министров. В итоге 2 сентября 1824 года было утверждено решение о введении попечительского управления Сысертскими заводами. В 1824 и 1828 годах гражданский суд и Горное правление приняли решения о закреплении наследства Турчаниновой за сыновьями, их жёнами и потомками. Колтовская вновь обжаловала действия властей, в результате чего 31 августа 1829 года был подписан указ Сената о признании произведённого раздела незаконным. После долгих тяжб с родственниками в 1832 году Наталья Алексеевна продала свою долю Сысертских заводов своему сыну П. Д. Соломирскому.
Последние годы жизни Наталья Алексеевна провела в своем доме Царском Селе вместе со своими внебрачными сыновьями Соломирскими. В 1830-х годах это была ещё «высокая, бойкая старушка, сохранившая черты прежней красоты». Скончалась 2 января 1834 года. К. Я. Булгаков писал брату: «Умерла наша старейшая знакомая Колотовская. Она была в ссоре с детьми, но примирилась перед кончиною». Похоронена на Лазаревском кладбище Александро-Невской лавры в Петербурге.